# 木村得三郎
木村 得三郎（きむら とくさぶろう、1890年 - 1958年）は、日本の建築家。大阪松竹座、東京劇場など著名な劇場建築を多く手掛けた。

## 経歴
宮城県仙台市出身。1914年（大正3年）に東京美術学校を卒業し、同年4月に大林組に入社した。1930年（昭和5年）には木村が設計した東京劇場が竣工し、歌舞伎座とともに「東都歓楽街の華」と謳われた。
東京劇場竣工後の1930年（昭和5年）10月、欧米各国へ建築視察のために日本を離れた。1931年（昭和6年）8月に帰国した。1938年（昭和13年）には東京府麹町区一番町の串田萬蔵邸（三菱銀行会長）を設計した。木村は大学生だった串田孫一にヨーロッパについて聞かせ、ローマのカタコンベにある古い彫刻のトレース画を贈った。
大林組では東京支店設計部長や建築技術部長（1944年2月）などを歴任している。1941年（昭和16年）6月には大林組の監査役に就任し、1945年（昭和20年）11月には任期満了で退任した。

## 作品
| 画像 | 年     | 名称                                                                | 所在地         | 状態 | 備考 |
| ---- | ------ | ------------------------------------------------------------------- | -------------- | ---- | --- |
|      | 1923年 | 大阪松竹座                                                          | 大阪府大阪市   | 現存 | 正面の大きなアーチが特徴的。1997年（平成9年）の建替えに際してファサードのみ保存された。                                                        |
|      | 1924年 | 歌舞伎座                                                            | 東京都中央区   | 解体 | 岡田信一郎が設計し、大林組が施工した。木村が美術学校の恩師である岡田に協力したとされる。                                                       |
|      | 1927年 | 先斗町歌舞練場                                                      | 京都府京都市   | 現存 | レトロクラシカルな建物で、当時は「東洋趣味を加味した近代建築」と賞賛された。現在は鴨川をどりなどの様々な公演が行われ先斗町の象徴となっている。 |
|      | 1930年 | 東京劇場                                                            | 東京都中央区   | 解体 | |
|      | 1933年 | 日本劇場                                                            | 東京都千代田区 | 解体 | 渡辺仁が設計して他社によって建設途中だったものを大林組が引継ぎ、木村が設計を変更したとされる。                                                 |
|      | 1936年 | 弥栄会館                                                            | 京都府京都市   | 現存 | 城郭の天守を思わせる造形。2001年（平成13年）に登録有形文化財。先斗町歌舞練場の補完等のため建設され、帝国ホテルへの改築計画がある。             |
|      | 1951年 | 高岡産業博覧会 美術館パビリオン →高岡市立美術館 →高岡市立博物館本館 | 富山県高岡市   | 現存 | |